# Realisme ingenu

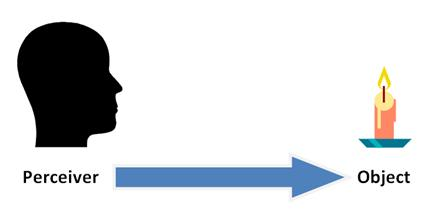
El realisme ingenu sosté que percebem el món directament.

En la filosofia de la ment, el realisme ingenu, també conegut com a realisme directe o realisme del seny, és la idea que els sentits ens proporcionen una consciència directa dels objectes tal com realment són. Els objectes obeeixen les lleis de la física i conserven totes les seves propietats si hi ha algú que les observi. Consten de la matèria, ocupen l'espai i tenen característiques, com ara mida, forma, textura, olor, gust i color, que es perceben en general correctament.
Per contrast, algunes formes d'idealisme afirmen que cap món existeix a part de les idees dependents de la ment i algunes formes d'escepticisme diuen que no es pot confiar en els nostres sentits. El realisme naïf es coneix com directament contra el realisme indirecte o representatiu quan els seus arguments es desenvolupen per contrarestar aquesta última posició, també coneguda com a dualisme epistemològic; que la nostra experiència conscient no és del món real sinó d'una representació interna del món.

## Teoria
La teoria ingènua realista pot caracteritzar-se com l'acceptació de les següents cinc creences:
1. Existeix un món d'objectes materials.
2. Algunes declaracions sobre aquests objectes poden ser conegudes per ser veritables a través de l'experiència dels sentits.
3. Aquests objectes existeixen no solament quan es perceben sinó també quan no es perceben. Els objectes de la percepció són en gran part independents de la percepció.
4. Aquests objectes també són capaços de conservar les propietats dels tipus que percebem com tenir, també quan no es perceben. Les seves propietats són independents de la percepció.
5. Per mitjà dels nostres sentits, es pot percebre el món directament, i quasi com és. En general, les pretensions de tenir coneixement d'això estan justificades.[3]

A l'àrea de la percepció visual en psicologia, el principal teòric realista directe va ser James J. Gibson. Altres psicòlegs estaven molt influïts per aquest enfocament, incloent-hi William Mace, Claire Michaels, Edward Reed, Robert Shaw i Michael Turvey. Més recentment, Carol Fowler ha promogut un enfocament realista directament a la percepció de la parla.

## Filosofia
Entre filòsofs contemporanis es podria fer referència a, per exemple, John Searle, John McDowell, Hilary Putnam, o Galen Strawson, com a defensors de realisme directe en diversos treballs.
Searle, per exemple, es refereix a la suposició popular, però potser equivocada, «de què només es pot percebre directament les nostres pròpies experiències subjectives, però mai objectes i estats de les coses en el món mateix». Segons Searle, ha influït en molts de pensadors per rebutjar el realisme directe. Però aquest autor també sosté que el rebuig del realisme directe es basa en un mal argument: l'argument de la il·lusió, que alhora es basa en suposicions vagues sobre la naturalesa o l'existència de les «dades dels sentits». Diverses teories de dades de sentit van ser desconstruïdes el 1962 pel filòsof britànic John Langshaw Austin en un llibre titulat Sense and Sensibilia.
Parlar de dades de sentit ha estat reemplaçat per parlar de percepció de representació en un sentit més ampli, i els realistes científics normalment assumeixen la percepció de representació. Però la suposició és filosòfica, i possiblement poc impedeix que els realistes científics assumeixin la percepció directa, com en el realisme directe o ingenu. En un blog sobre «Realisme ingenu i realisme del color», Hilary Putnam resumeix les següents paraules: Ésser una poma no és un tipus natural en la física, però és en la biologia. Ésser complex i no tenir gens d'interès per a la física fonamental no és un fracàs per ésser «real».
Simon Blackburn ha sostingut que qualsevol posició que es pugui prendre en llibres, articles o conferències, el realisme ingenu és l'opinió de «filòsofs quan estan fora de servei».

## Realisme ingenu i científic o realisme directe i indirecte
No és estrany pensar en el realisme ingenu com diferent del realisme científic, que afirma que l'univers només conté aquelles propietats que figuren en una descripció científica d'ell, no les propietats com el color «per se», sinó simplement els objectes que reflecteixen unes certes longituds d'ona a causa de la seva microscòpica textura de superfície. Aquesta falta de supervenció de l'experiència en el món físic ha influït en molts de pensadors per rebutjar el realisme ingenu com una teoria física.
Tanmateix, cal afegir que el realisme ingenu no pretén que la realitat només sigui el que veiem, [escoltem | vàrem escoltar], etc. Així mateix, el realisme científic no pretén que la realitat només sigui el que pot descriure la física fonamental. D'això [es desprèn | s'allibera | s'exhala] que la distinció pertinent no és entre realisme ingenu i científic, sinó entre realisme directe i indirecte.
El realista directe afirma que l'experiència d'una posta de sol, per exemple, és la posta de sol real que experimentem directament. El realista indirecte afirma que la nostra relació amb la realitat és indirecta, per la qual cosa l'experiència d'una posta de sol és una còpia subjectiva del que realment és radiació com ho descriu la física. Però el realista directe no nega que la posta de sol és radiació; l'experiència té una estructura jeràrquica, i la radiació és part del que equival a l'experiència directa.
Un exemple d'un realista científic és John Locke, qui va sostenir que el món només conté les qualitats primàries que figuren en un relat científic corpuscular del món (vegeu teoria corpuscular de la llum), i que d'altres propietats eren enterament subjectives, segons la seva existència sobre algun perceptor qui pot observar els objectes.
El filòsof modern de la ciència Howard Sankey advoca per una forma de realisme científic que té el realisme del sentit comú com un dels seus fonaments.

### Realisme i física quàntica
El realisme en la física es refereix al fet que qualsevol sistema físic ha de tenir propietats definides si es mesura / observa o no. La física fins al segle xix sempre va ser implícita i de vegades explícitament considerada com a basada en el realisme filosòfic.
El realisme científic e] la física clàssica ha romàs compatible amb el realisme ingenu del pensament quotidià en conjunt, però no existeix una manera coneguda i consistent de visualitzar el món subjacent a la teoria quàntica en termes d'idees del món quotidià. «La conclusió general és que en la teoria quàntica en el realisme ingenu, encara que necessari en el nivell de les observacions, fallen el nivell microscòpic». Experiments com ara l'experiment de Stern-Gerlach i fenòmens quàntics com la complementarietat porten els físics quàntics a concloure que «no hi ha raó satisfactòria per atribuir l'existència objectiva a les magnituds físiques, a diferència dels nombres obtinguts quan fem les mesures que correlacionem amb elles». No hi ha raó real per suposar que una partícula té en cada moment una posició definida, però desconeguda, que pot ser revelada per una mesura de classe correcta... Al contrari, s'entra en un laberint de contradicció tan bon punt injectem en la mecànica quàntica conceptes tals que es transmeten en el llenguatge i la filosofia dels nostres avantpassats... Seria més exacte parlar de «fer mesures» d'això, d'aquell o de l'altre tipus en lloc de dir que mesurem això, allò o l'altra «quantitat física».

## Realitat virtual i realisme
El «realisme virtual», està estretament relacionat amb les teories anteriors.
En el treball d'investigació La realitat de la realitat virtual es proposa que la virtualitat és en si mateixa una manera real de realitat, i que la «realitat virtual ha d'entendre's com ara coses, agents i esdeveniments que existeixen en el ciberespai». Les incoherències que es troben en els usos ordinaris d'aquests termes... realitat virtual, encara que basada en la recent tecnologia de la informació, no es refereix a equips tecnològics o entitats purament mentals, o algun entorn fals enfront del món real, però que és una manera ontològica d'existència que condueix a una expansió del nostre món ordinari.
«El sorgiment de la teleoperació i els entorns virtuals ha augmentat l'interès per l'experiència sintètica, un mode d'experiència fet possible tant per aquestes noves tecnologies com per les anteriors, com ara les telecomunicacions i les pròtesis sensorials... la comprensió de l'experiència sintètica ha de començar per reconèixer la fal·làcia del realisme ingenu i amb el reconeixement que la fenomenologia de l'experiència sintètica és contínua amb la de l'experiència ordinària».